# PopMart Tour
A PopMart Tour, vagy csak simán PopMart az ír U2 együttes világkörüli turnéja volt 1997-1998-ban. A turné leginkább az extravaganciájával és megalomániájával vált híressé, bár ez a régi U2 rajongóknak nem tetszett, az együttes ebben a korszakban vesztette el legtöbb rajongóját, akiket a 2001-es Elevation turnéig nem is szerzett vissza.

A turné felépítése nem tért el a többitől (sem az előzőektől, sem az ezután következőktől). Az első három szakaszban bejárták Észak-Amerikát és Európát, majd a negyedik szakaszban az előző turnéval egyezően a Déli féltekét és Japánt. Ezzel a turnéval az együttes először (és eddig utoljára) eljutott Afrikába is.

## A koncertek

### Első szakasz:Észak-Amerika,29 koncert
1997. április 25. – Las Vegas, NV, USA, Sam Boyd Stadium

1997. április 28. – San Diego, CA, USA, Jack Murphy Stadium

1997. május 1. – Denver, CO, USA, Mile High Stadium

1997. május 3. – Salt Lake City, UT, USA, Rice Stadium

1997. május 6. – Eugene, OR, USA, Autzen Stadium

1997. május 9. – Tempe, AZ, USA, Sun Devil Stadium

1997. május 12. – Dallas, TX, USA, Cotton Bowl

1997. május 14. – Memphis, TN, USA, Liberty Bowl

1997. május 16. – Clemson, SC, USA, Clemson Memorial Stadium

1997. május 19. – Kansas, MO, USA, Arrowhead Stadium

1997. május 22. – Pittsburgh, PA, USA, Three Rivers Stadium

1997. május 24. – Columbus, OH, Ohio Stadium

1997. május 26. – Washington, DC, USA, Robert F. Kennedy Stadium

1997. május 31. – East Rutherford, NJ, USA, Giants Stadium

1997. június 1. – East Rutherford, NJ, USA, Giants Stadium

1997. június 3. – East Rutherford, NJ, USA, Giants Stadium

1997. június 8. – Philadelphia, PA, USA, Franklin Field

1997. június 12. – Winnipeg, Kanada, Winnipeg Stadium

1997. június 14. – Edmonton, Kanada, Commonwealth Stadium

1997. június 15. – Edmonton, Kanada, Commonwealth Stadium

1997. június 18. – Oakland, CA, USA, Oakland Coliseum Stadium

1997. június 19. – Oakland, CA, USA, Oakland Coliseum Stadium

1997. június 21. – Los Angeles, CA, USA, Los Angeles Memorial Coliseum

1997. június 25. – Madison, WI, USA, Camp Randall Stadium

1997. június 27. – Chicago, IL, USA, Soldier Field

1997. június 28. – Chicago, IL, USA, Soldier Field

1997. június 29. – Chicago, IL, USA, Soldier Field

1997. július 1. – Foxboro, MA, USA, Foxboro Stadium

1997. július 2. – Foxboro, MA, USA, Foxboro Stadium

### Második szakasz:Európa,34 koncert
1997. július 18. – Rotterdam, Hollandia, Feyernoord Stadion

1997. július 19. – Rotterdam, Hollandia, Feyernoord Stadion

1997. július 25. – Werchter, Belgium, Festival Grounds

1997. július 27. – Köln, Németország, Butzweilerhof

1997. július 29. – Lipcse, Németország, Festwiese

1997. július 31. – Mannheim, Németország, Maimarktgelände

1997. augusztus 2. – Göteborg, Svédország, Ullevi Stadion

1997. augusztus 4. – Koppenhága, Dánia, Parken Stadion

1997. augusztus 6. – Oslo, Norvégia, Valle Hovin

1997. augusztus 9. – Helsinki, Finnország, Olympiastadion

1997. augusztus 12. – Varsó, Lengyelország, Sluzewiec

1997. augusztus 14. – Prága, Csehország, Strahov Stadion

1997. augusztus 16. – Wiener Neustadt, Ausztria, Reptér

1997. augusztus 18. – Nürnberg, Németország, Zeppelinfeld

1997. augusztus 20. – Hannover, Németország, Expo-Messelgelände

1997. augusztus 22. – London, Anglia, Wembley Stadion

1997. augusztus 23. – London, Anglia, Wembley Stadion

1997. augusztus 26. – Belfast, Észak-Írország, Botanic Gardens

1997. augusztus 28. – Leeds, Anglia, Roundhay Park

1997. augusztus 30. – Dublin, Írország, Lansdowne Road Stadium

1997. augusztus 31. – Dublin, Írország, Lansdowne Road Stadium

1997. szeptember 2. – Edinburgh, Skócia, Murrayfield Stadium

1997. szeptember 6. – Párizs, Franciaország, Parc Des Princes

1997. szeptember 9. – Madrid, Spanyolország, Estadio Vincente Calderón

1997. szeptember 11. – Lisszabon, Portugália, Estádio José De Alvalade

1997. szeptember 13. – Barcelona, Spanyolország, Estadi Olímpic De Montjuic

1997. szeptember 15. – Montpellier, Franciaország, Espace Grammont

1997. szeptember 18. – Róma, Olaszország, Aeroporto Del Urbe

1997. szeptember 20. – Reggio Emilia, Olaszország, Festival Grounds

1997. szeptember 23. – Szarajevó, Bosznia-Hercegovina, Kosevo Stadion

1997. szeptember 26. – Szaloniki, Görögország, Kikötő

1997. szeptember 30. – Tel-Aviv, Izrael, Hayarkon Park

### Harmadik szakasz:Észak-Amerika,17 koncert
1997. október 26. – Toronto, Kanada, Sky Dome

1997. október 27. – Toronto, Kanada, Sky Dome

1997. október 29. – Minneapolis, MN, USA, Hubert H. Humphrey Metrodome

1997. október 31. – Detroit, MI, USA, Pontiac Silverdome

1997. november 2. – Montréal, Kanada, Stade Olympique

1997. november 8. – St. Louis, MO, USA, Trans World Dome

1997. november 10. – Tampa, FL, USA, Houlihan's Stadium

1997. november 12. – Jacksonville, FL, USA, Municipal Stadium

1997. november 14. – Miami, FL, USA, Pro Player Stadium

1997. november 21. – New Orleans, LA, USA, Louisiana Superdome

1997. november 23. – San Antonio, TX, USA, Alamodome

1997. november 26. – Atlanta, GA, USA, Georgia Dome

1997. november 28. – Houston, TX, USA, Astrodome

1997. december 2. – Mexikóváros, Mexikó, Autodromo Hermanos Rodriguez

1997. december 3. – Mexikóváros, Mexikó, Autodromo Hermanos Rodriguez

1997. december 9. – Vancouver, Kanada, BC Place Stadium

1997. december 12. – Seattle, WA, USA, Kingdome

### Negyedik szakasz:Dél-Amerika, Óceánia, Japán és Dél-Afrika,15 koncert
1998. január 27. – Rio de Janeiro, Brazília, Autodromo Internacional Nelson Piquet

1998. január 30. – Sao Paulo, Brazília, Estadio Cicero Pompeu De Toledo

1998. január 31. – Sao Paulo, Brazília, Estadio Cicero Pompeu De Toledo

1998. február 5. – Buenos Aires, Argentína, Estadio River Plate

1998. február 6. – Buenos Aires, Argentína, Estadio River Plate

1998. február 7. – Buenos Aires, Argentína, Estadio River Plate

1998. február 11. – Santiago de Chile, Chile, Estadio Nacional

1998. február 17. – Perth, Ausztrália, Burnswood Dome

1998. február 21. – Melbourne, Ausztrália, Waverley Park

1998. február 25. – Brisbane, Ausztrália, ANZ Stadium

1998. február 27. – Sydney, Ausztrália, Sydney Football Stadium

1998. március 5. – Tokió, Japán, Tokyo Dome

1998. március 11. – Oszaka, Japán, Oszaka Dome

1998. március 16. – Fokváros, Dél-afrikai Köztársaság, Green Point Stadium

1998. március 21. – Johannesburg, Dél-Afrikai Köztársaság, Johannesburg Stadium

## Az imázs és a design
A U2 eddigi korai (és későbbi) munkálataival megegyezően a mostani színpadképet is Willie Williams készítette. Mint ahogy fent látszik, az együttes ezzel a turnéval a nagyobb stadionokat, vagy a nyílt tereket célozta meg. Nem volt ritka az, hogy 100 ezernél több ember előtt adtak koncertet. A színpad hátterében egy 52 méter hosszú és 17 méter magas képernyő magasodott, amely nagyobb volt, mintha összeraknának 36 Zoo TV turné közben használt kivetítőt. A színpad közepén egy hatalmas citromsárga boltív húzódott (amely meg is található a Pop album borítóján, ezekre voltak felfüggesztve a hangosítók, melyek egy bevásárlókosár formát alkottak. A PopMart, (mint ahogy a neve is mondja) a költekező társadalmat jött létre kifigurázni, éppen ezért az együttes Amerika egyik legnagyobb bevásárlóközpont láncának egyik épületében, a K-Mart-ban tartotta a sajtótájékoztatóját. A színpad jobb oldalán állt a turné egyik leghíresebb tárgya, a Citrom, mely a zenészeket "szállította" a B-színpadra az első ráadásban.

## A koncert
A PopMart turné 93 koncertjén előadott számok listája ritkán változott, általában 21-25 dalt adtak elő. A koncertek mindig egy hosszú intróval kezdődtek, a Pop Muzik című dalt játszották be, miközben az együttes felvonult a színpadra. Az egész olyan hatással bírt, mintha az egész koncert egy nagy boxgála lenne. Ezután már élőben (bár bizonyos elemeket playbackről bejátszva) az együttes elkezdte játszani az új album egyik dalát, a Mofo-t.
Az amerikai koncerteken és az európai koncertek felén The Edge karaoke-n előadott dalokat, egészen addig, míg Szarajevóban elő nem adták a Sunday Bloody Sunday-t, ezután Edge ezt a dalt énekelte egyedül a színpadon. Amint a főszettnek vége lett, ugyancsak magnóról bejátszották a Zooropa albumról megmixelt Lemon című dalt. Amint ez véget ért, a Citrom életre kelt.
Megmozdult és a síneken elindult a B-színpad felé, ahol megállt, kinyílt, és az együttes tagjai egyesével szálltak ki belőle és eljátszották az akkori slágert, a Discothéque-et. Azonban előfordult, hogy a Citrom nem nyílt ki, ilyenkor le kellett állítani a koncertet és később (10-15 perces késéssel) folytatták a koncertet.

A koncerteket eleinte a One-nal zárták, ám ez után gyakran betársultak később olyan dalok, mint az MLK, vagy a Can't Help Falling In Love, ám a nürnbergi koncerten először, a Wake Up Dead Man-nel zárták le a koncertet (amely az albumot is lezárja), és végül ez is maradt a setlistben.

## Becsúszott hibák és bakik
Mint ahogy a U2 említette, hatalmas hibát követtek el az album készítésénél. Még az album készítése közben lefoglalták a turné dátumait, ezáltal nem maradt elég idejük befejezni rendesen a dalokat. A koncertek megkezdésénél éppen emiatt nem tudták rendesen eljátszani azokat, hiszen idáig nem is tudták elpróbálni és csak a stúdióbeli tapasztalataikra támaszkodhattak. Erről tanúskodik az első koncertjük Las Vegasban, ahol a Staring At The Sun című dalt kétszer is el kellett játszaniuk, mert először nem sikerült együttműködtetni a ritmusszekciót és a gitárt. Így a turné elején, nagyon hamar kiestek dalok az élő előadásból, amelyek a Pop-on vannak rajta, mint a Do You Feel Loved és a If God Will Send His Angels.

Oslóban pedig (mint már említve volt) a Citrom adta meg magát és ki kellett szabadítani az együttest belőle, amely miatt a koncert közben 15 perces szünet következett.

## Példa setlist:1997. augusztus 18. Nürnberg
00. Pop Muzik (intro)

01. Mofo

02. I Will Follow

03. Gone

04. Even Better Than The Real Thing

05. Last Night On Earth

06. Until The End Of The World

07. New Year's Day

08. Pride (In The Name Of Love)

09. I Still Haven't Found What I'm Looking For

10. All I Want Is You

11. Staring At The Sun

12. Daydream Believer (Edge Karaoke)

13. Miami

14. Bullet The Blue Sky

15. Please

16. Where The Streets Have No Name

Szünet, közben Lemon (Perfecto Mix)

17. Discothéque

18. If You Wear That Velvet Dress 

19. With Or Without You

Szünet

20. Hold Me, Thrill Me, Kiss Me, Kill Me

21. Mysterious Ways

22. One

23. Wake Up Dead Man

## Érdekességek
- A turné minden egyes nap 214 ezer dollárjába került az együttesnek, akár volt koncert, akár nem.

## Összefoglalás és filmek
A turné közben sok koncertet felvettek, egyet ki is adtak hivatalosan: PopMart: Live from Mexico City címen. Egy másik, nem hivatalos felvétel is felkerült az internetre, amit Santiagoban vettek fel.

Első szakasz: Amerikai Egyesült Államok és Kanada, 29 előadás.

Második szakasz: Európa, 32 előadás

Harmadik szakasz: Amerikai Egyesült Államok, Kanada és Mexikó, 17 koncert.

Negyedik szakasz: Dél-Amerika, Ausztrália, Japán és Dél-Afrika, 15 koncert

94 koncertes, 20 millió dolláros veszteséggel záruló turné. Gyakran előfordult, leginkább a tengerentúlon, hogy az együttes csaknem félház előtt játszott.